# 臭鼬 (大麻)

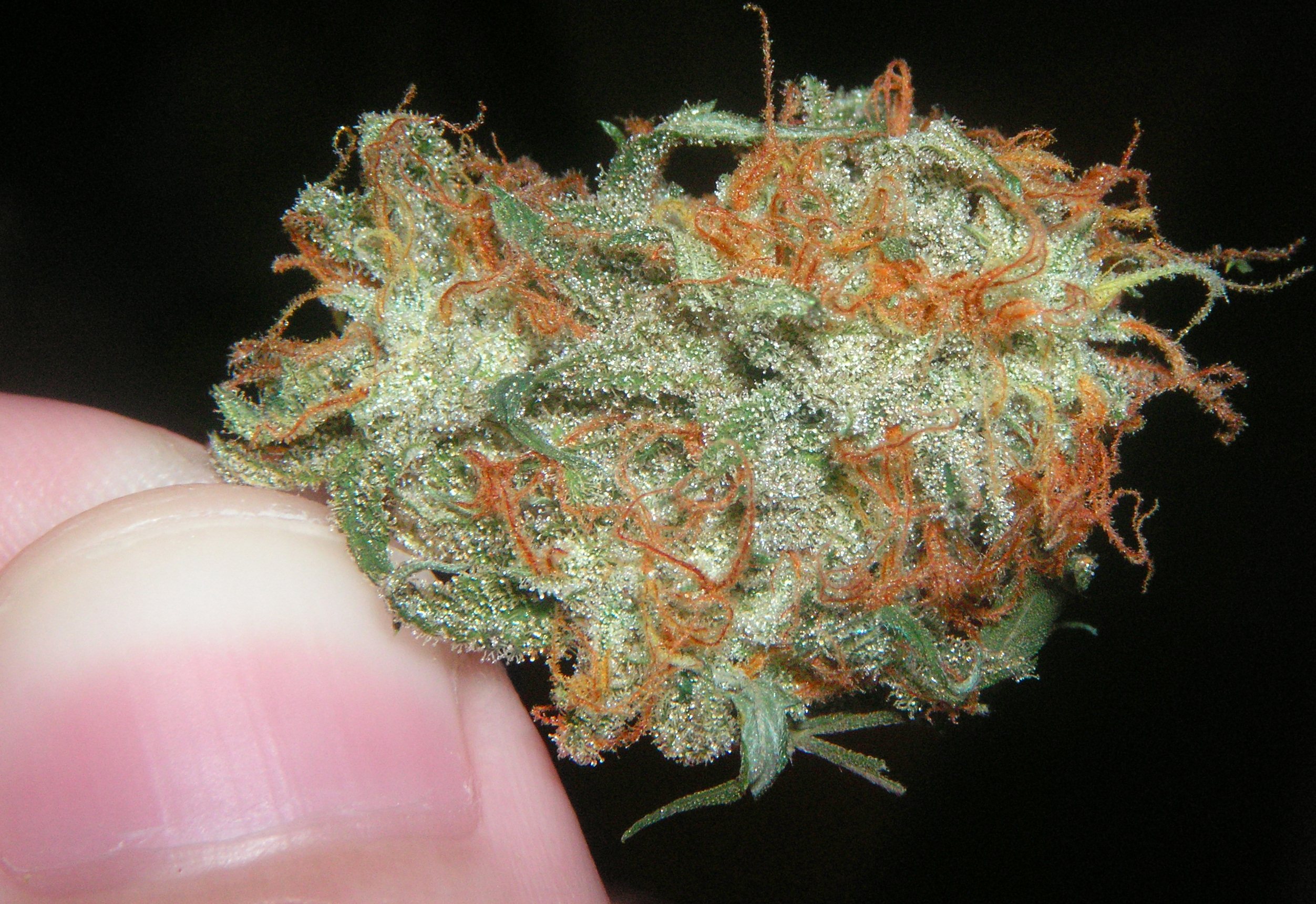
臭鼬大麻

臭鼬（英語：Skunk）是多种高四氢大麻酚（THC）浓度的Hybrid大麻品种的总称。
臭鼬大麻体内THC含量特別高，长期使用这种大麻有可能誘發相關精神类疾病，如精神分裂症，因此多被用作娛樂，很少有人將其用於醫療。
但美国国家药物滥用研究所指出，使用国家流行病学对酒精和相关条件的调查中的横向对比数据作出的研究里，在调整过共同影响因素的情况下，大麻的使用与情绪和焦虑失调之间没有关联。

## 历史
臭鼬大麻的起源可以追溯到20世紀70年代，當時美國境内部分大麻种植者开始對大麻進行雜交。臭鼬则是使用杂交相关方法产生的雜交大麻之一。最初的臭鼬大麻株具有類似動物尸體一樣的刺鼻氣味。臭鼬大麻经过处理之后，燃烧的烟霧会滲出类似動物臭鼬的气味。讓人想起臭鼬。因此起名為臭鼬。

## 使用

### 娛樂用
因爲臭鼬大麻四氫大麻酚（THC）含量极高，所以如果多次用於娱乐，產生的幻视和偶爾的瀕死感容易導致精神疾病。
如英國报刊太陽報曾發佈新聞稱“科學家警告吸食‘臭鼬’大麻傷害大腦”，每日郵報亦有新聞稱“ 强效大麻確實傷害了你的大腦 ”和“强力大麻導致三倍精神病風險 ”。

### 醫療用
臭鼬大麻對疼痛和肌肉痉挛的療效比較顯著，高含量的四氢大麻酚会产生极度轻松和欣快的效果，對抑鬱會有暫時的緩解。但这种大麻的吸食者会口干舌燥，部分人群吸食后亦会产生略微偏执的心理状态。